# Hits (tv·2-album)
 For alternative betydninger, se Hits. (Se også artikler, som begynder med Hits)
Hits er et opsamlingsalbum med sange af tv·2, udgivet i 2004 på Sony Music, Medley, og PladeSelskabet Have a Cigar. Udgivelsen indeholder to cd'er og en dvd med forskellige klip fra gruppens karriere. Albummet er solgt i 106.000 eksemplarer. Albummet blev genudgivet den 21. oktober 2013 på Warner Music Denmark.

## Indhold

### CD1: Hits I
1. Fantastiske Toyota
2. Vi skaber en verden perfekt
3. Natradio
4. Bag duggede ruder
5. Popmusikerens vise
6. Vil du danse med mig
7. Be bab a lu la
8. Lanternen
9. Ræven og rønnebærrene
10. På Skanderborg station
11. Hele verden fra forstanden
12. Rigtige mænd
13. Tidens Kvinder
14. Fri som fuglen
15. Turbo
16. Nærmest lykkelig
17. Det mørke Jylland
18. Alt hvad hun ville var at danse
19. Kys det nu (det satans liv)

### CD2: Hits II
1. Rejsen til Rio
2. Jeg vil ha dig
3. Kærligheden overvinder alt
4. Det er samfundets skyld
5. Kys bruden
6. Kom lad os brokke os
7. Line Jørgensen, Voldum
8. Ring til mig
9. Yndlingsbabe
10. Der går min klasselærer
11. Kom og se far danser
12. Et sted derude
13. Hallo Hallo
14. Jordens heldigste
15. På kanten af småt brændbart
16. Big time og honning
17. Herlev, det er skønt
18. Fald min engel

### DVD: Hits
1. "Nærmest Lykkelig" (Live 1988)
2. "Tivoli/København" (Live 1994)
3. "Den Sidste Storebæltsfærge" (Live 1998)
4. "Grøn Koncert" (Live 2003)
5. ""Jeg Mener De Hedder tv-2" De Bedste Videoer Fra Før Til Nu"
6. ""Skal Jeg Kalde På Hunden" En Anderledes Historie Om Et Orkester"

Noter
- "Fantastiske Toyota" og "Vi skaber en verden perfekt" er remix-udgaver fra Greatest - De unge år (1992) af Henrik Nilsson.
- "Kom og se far danser" er live-udgaven fra Manden der ønskede sig en havudsigt (1999).